# 察曼斯克嶺
82°35′S 52°42′W / 82.583°S 52.700°W
察曼斯克嶺（英語：Czamanske Ridge）是南極洲的山嶺，位於伊莉莎白女王地，屬於彭薩科拉山脈中杜費克山的一部分，以美國地質調查局的地質學家命名，現時由南極條約體系管理。